# NGC 97
NGC 97 (други обозначения – UGC 216, MCG 5-2-7, ZWG 500.9, PGC 1442) е елиптична галактика (E) в съзвездието Андромеда.
Обектът присъства в оригиналната редакция на „Нов общ каталог“.